# Dansbandsfestival 95
Dansbandsfestival 95 är ett samlingsalbum från 1995 med dansband 1995.

## Låtlista
1. Duvan / K. Larsson, G. Olsson - Göran Lindbergs
2. Varje gång jag ser dig / T. Norell, Oson, A. Bard, K. Almgren  - Barbados
3. Till dig / H. Östh  - Bhonus
4. Chevan / L. Fagerlund  - Debbies
5. Om du inte kommer hem ikväll / T. Edström - Schytts
6. Tack för kaffet / K. Almgren, P. Lindqvist - Chiquita
7. Min ängel i natt / P. Bergqvist, H. Backström - Scotts
8. Torka bort dina tårar / U. Gustafsson - Dannys
9. Tror du, du ka' narre mig igen / B. Hansen, J. Hansen, K. Heick, P. Hermansson - Kandis
10. Du måste skynda dig / H. Rytterström - Seastars
11. Sträck ut din hand / L. Berghagen - Kellys
12. Jag kan se / M. Persson, H. Andersson - Trixi
13. Varje gång jag ser en stjärna / K. Almgren, P. Lindqvist - Kentahz
14. Slå en signal / H. Backström, P. Bergqvist - Carols

Källa: SLBA